# 288e brigade d'artillerie
La 288e brigade d'artillerie (en russe : 288-я артиллерийская бригада, abrégé 288 абр), de son nom complet la 288e brigade d'artillerie Varchavsko-Brandenbourgskaïa, des ordres du Drapeau rouge, de Koutouzov, de Bogdan Khmelnitski et de l'Étoile rouge (en russe : 288-я артиллерийская Варшавская, Бранденбургская Краснознамённая, орденов Кутузова, Богдана Хмельницкого и Красной Звезды бригада) est une brigade d'artillerie des troupes de missiles et d'artillerie des forces terrestres russes (n° d'unité 30683).
La brigade fait partie de la 1re armée de chars de la Garde du district militaire ouest, basée à Moulino.

## Histoire
Pendant la Seconde Guerre mondiale, la formation est formée le 11 décembre 1942, à 8 kilomètres au nord-ouest de Kalouga, sous le nom de 10e brigade d'artillerie de canons. Elle participe à l'opération Koutouzov au sein de la 11e armée de la Garde au nord d'Orel en 1943. Par la suite, elle participe à la défaite de la Wehrmacht lors de l'opération Bagration sur le territoire de la RSS de Biélorussie. Les villes de Kalinkavitchy et Mazyr sont libérées par l'unité. Pour la libération de la capitale polonaise lors de l'opération offensive Varsovie-Poznan, le nom honorifique Varchavsko (« Varsovie ») lui est décernée. En 1945, au sein du 1er front biélorusse, la 10e brigade participe à l'opération Brandebourg-Rathenow, pour laquelle elle reçoit le nom honorifique Brandenbourgskaïa (« Brandebourg »). Les villes de Brandebourg-sur-la-Havel, Potsdam et Berlin sont libérées.
Pendant les années de guerre, 6 031 soldats ont reçu des titres honorifiques et des médailles, notamment le commandant de la batterie d'obusiers de 152 mm du 486e régiment d'artillerie de canons de la 10e brigade, le lieutenant général K. I. Molonenkov et le commandant du 207e régiment d'artillerie de canons, Vladimir Denissovitch Morozov.
Pendant la guerre froide, sous son nouveau nom de 288e brigade d'artillerie d'obusiers lourds (en russe : 288-я тяжёлая гаубичная артиллерийская бригада, abrégé 288 тгабр ; unité militaire 50618), l'unité est stationnée à Chemnitz, en Allemagne de l'Est dans le cadre de la 34e division d'artillerie (en) du groupement des forces armées soviétiques en Allemagne. Jusqu'à l'été 1988, l'armement principal de la brigade est constitué d'obusiers tractés D-20 de 152 mm. En 1988, la brigade est rééquipée d'obusiers tractés de 152 mm 2A65 Msta-B. Au moment de son retrait de l'Allemagne de l'Est vers la Russie, la brigade se compose de trois bataillons d'artillerie, de 3 batteries et d'un peloton de contrôle dans chaque division, ainsi que d'une batterie de contrôle, d'une batterie de reconnaissance d'artillerie, d'une compagnie de soutien matériel, d'une compagnie de réparation, d'un peloton de reconnaissance chimique et radiologique et d'un peloton de sapeurs. Au moment de son retrait d'Allemagne, la brigade compte 72 unités équipés de 2A65 Msta-B, 4 PRP-3/-4, 12 1V18, 4 1V19, 1 R-145BM.

## Équipement
La brigade est armée de systèmes MLRS de 220 mm 9P140 « Ouragan » et de canons automoteurs 152 mm 2S19 « Msta-S ».